# US des Forces Armées
Union Sportive des Forces Armées w skrócie US des Forces Armées lub USFA – burkiński klub piłkarski grający w pierwszej lidze burkińskiej, mający siedzibę w mieście Wagadugu.

## Sukcesy
- I liga[1]:
  - mistrzostwo (7): 1969, 1970, 1971, 1984 (jako ASFAN), 1987, 1998, 2000.

- Puchar Burkiny Faso[2]:
  - zwycięstwo (4): 1968 (jako ASFAN), 2002, 2010, 2015.

- Superpuchar Burkiny Faso[3]:
  - zwycięstwo (3): 1998, 1900, 2010.

## Występy w afrykańskich pucharach
| Sezon | Rozgrywki           | Runda   | Kraj                     | Klub                     | Dom | Wyjazd | Dwumecz      |
| ----- | ------------------- | ------- | ------------------------ | ------------------------ | --- | ------ | ------------ |
| 1985  | Puchar Mistrzów     | wstępna | Gambia                   | Gambia Ports Authority   | –   | –      | –            |
| 1995  | Puchar CAF          | 1       | Algieria                 | JS Bordj Ménaïel         | 2–1 | 1–5    | 3–6          |
| 1997  | Puchar CAF          | 1       | Wybrzeże Kości Słoniowej | Stade d’Abidjan          | 1–1 | 3–2    | 4–3          |
| 1997  | Puchar CAF          | 2       | Tunezja                  | Espérance Tunis          | 1–1 | 1–4    | 2–5          |
| 1999  | Liga Mistrzów       | wstępna | Benin                    | AS Dragons FC de l’Ouémé | 2–0 | 0–1    | 2–1          |
| 1999  | Liga Mistrzów       | 1       | Algieria                 | USM El Harrach           | 2–0 | 0–6    | 2–6          |
| 2000  | Puchar CAF          | 1       | Tunezja                  | CA Bizertin              | 2–1 | 0–2    | 2–3          |
| 2001  | Liga Mistrzów       | wstępna | Gabon                    | AS Mangasport            | 3–0 | 1–0    | 4–0          |
| 2001  | Liga Mistrzów       | 1       | Maroko                   | Raja Casablanca          | 3–1 | 0–2    | 3–3          |
| 2010  | Puchar Konfederacji | wstępna | Wybrzeże Kości Słoniowej | Séwé Sport San-Pédro     | 0–1 | 1–2    | 1–3          |
| 2011  | Puchar Konfederacji | wstępna | Kamerun                  | Fovu Baham               | 3–1 | 1–2    | 4–3          |
| 2011  | Puchar Konfederacji | 1       | Wybrzeże Kości Słoniowej | Africa Sports National   | –   | –      | –            |
| 2011  | Puchar Konfederacji | 2       | Nigeria                  | Sunshine Stars           | 1–0 | 0–2    | 1–2          |
| 2016  | Puchar Konfederacji | wstępna | Maroko                   | Kawkab Marrakesz         | 3–0 | 0–3    | 3–3 (k. 4–5) |

## Stadion
Domowe mecze klub rozgrywa na stadionie o nazwie Stade de l’USFA w Wagadugu, który może pomieścić 9000 widzów.